# تاریخ ترکیه کمبریج
تاریخ ترکیه کمبریج (انگلیسی: The Cambridge History of Turkey) یک مجموعه کتاب چهار قسمتی درباره تاریخ امپراتوری عثمانی و جمهوری ترکیه است.
بخش چهارم این کتاب به دلیل حذف نسل‌کشی ارمنی‌ها و حساب نکردن آن به‌عنوان یک نسل‌کشی و اشاره نکردن به نسل‌کشی یونانی‌ها و نسل‌کشی آشوری‌ها مورد انتقاد قرار گرفت.

## عنوان‌ها
- بیزانس تا ترکیه 1071-1453
- امپراتوری عثمانی به عنوان قدرت جهانی 1453-1603
- اواخر امپراتوری عثمانی، 1603-1839
- ترکیه در جهان مدرن 1839-2012